# Angelo Pizzi
Angelo Pizzi (Milano, 23 dicembre 1775 – Venezia, 23 marzo 1819) è stato uno scultore italiano neoclassico.

## Biografia
Fu allievo di Giuseppe Franchi. Completò le statue dei Santi Matteo e Simone per il Duomo di Milano. Realizzò un modello per una statua colossale di Napoleone, conservata all'Accademia di Brera. Divenne professore di scultura a Carrara, poi nel 1807 si trasferì a Venezia, ove fu professore all'Accademia di Belle Arti.